# ألديكارب
ألديكارب هو مادة فعالة من المجموعة الكيميائية "الكربامات"، وهو مبيد حشري يستخدم لمكافحة هدبيات الأجنحة، وحشرات المن، وعث العنكبوت، واللغاس، والنطاطات، ولكنه يستخدم في المقام الأول كمبيد للديدان الخيطية.
يعد الألديكارب أحد أكثر مبيدات الآفات استخدامًا على مستوى العالم، كما أنه أحد أكثر المبيدات السامة من الناحية البيئية.
تم تصنيع الألديكارب لأول مرة في عام 1965 من طرف Payne and Weiden، وتم بيعه في السوق لأول مرة في عام 1970. ينتج عن تخليق الألديكارب في كل من أيزومرين E وZ.

## الوضع التنظيمي
في الولايات المتحدة، تمت الموافقة على الألديكارب من قبل وكالة حماية البيئة للاستخدام من قبل مطبقين محترفين لمبيدات الآفات على مجموعة متنوعة من المحاصيل، بما في ذلك القطن والفاصوليا وغيرها. لم تتم الموافقة عليه للاستخدام المنزلي. [5]
في عام 2010،  بدأت وكالة حماية البيئة في الحد من مبيد الألديكارب الرئيسي، Temik 15G، الأمر الذي يتطلب إنهاء التوزيع بحلول عام 2017. [بحاجة لمصدر] بدأ وقف الاستخدام على الحمضيات والبطاطس في عام 2012، مع توقع التخلص التدريجي الكامل من المنتج بحلول عام 2018. [6]
تمت الموافقة على مبيد جديد من الألديكارب المسمى AgLogic 15G، من قبل وكالة حماية البيئة في ديسمبر 2011. [7] [بحاجة إلى تحديث] تم تسجيله للاستخدام على القطن والفاصوليا الجافة والفول السوداني وفول الصويا، بنجر السكر، والبطاطا الحلوة. [بحاجة إلى تحديث] وفقًا لوكالة حماية البيئة «لا ينبغي أبدًا استخدامه في [المنزل]». [8]
تم تصنيف الألديكارب على أنه مادة شديدة الخطورة في الولايات المتحدة على النحو المحدد في القسم 302 من قانون التخطيط للطوارئ وحق المجتمع في المعرفة بالولايات المتحدة (11002 U.S.C 42 ) ويخضع لمتطلبات إعداد التقارير الصارمة من قبل المنشآت التي تنتجها أو تخزنها أو تستخدمها بكميات كبيرة.

## السمية

### السموميات البيئية
من حيث السمية البيئية، لوحظت التركيزات المميتة 50 (LC50)، والتي يُشار إلى حجمها أدناه:     التركيز المميت النصفي على الأسماك: 0.145 مجم لتر ؛     التركيز المميت النصفي على الدفنيات: 0.41 مجم لتر ؛     CL50 على الطحالب: 42.4 مجم لتر. هذا الجزيء ومستقلبه الأكثر سمية (ألديكارب سلفوكسيد) يمكن امتصاصه واستقلابه ببطء وتلفه بواسطة فطريات معينة 5.
في الثدييات الألديكارب هو أحد مثبطات إنزيم الكولينستريز سريع المفعول، مما يتسبب في التراكم السريع للأستيل كولين عند الشق المشبكي. تتشابه بنية الألديكارب مع هيكل الأسيتيل كولين، وبالتالي يحسن ارتباطه بأسيتيل كولينستراز في الجسم. [14] يستخدم على نطاق واسع لدراسة النقل العصبي الكوليني في أنظمة بسيطة مثل الديدان الخيطية C. elegans. يمكن أن يسبب التعرض لكميات عالية من الألديكارب ضعفًا وتشوش الرؤية وصداعًا وغثيانًا وتمزقًا وتعرقًا ورجفة عند البشر. الجرعات العالية يمكن أن تكون قاتلة للإنسان لأنها يمكن أن تشل الجهاز التنفسي. في جنوب إفريقيا (حيث يُعرف الألديكارب باسم خطوتين)، يُستخدم على نطاق واسع من قبل اللصوص لتسميم الكلاب. [15] [16] [17]

## تاريخ وحوادث
صنّعت شركة باير الألديكارب، قبل ذلك كانت تنتجه شركة يونيون كاربيد، قبل أن تبيع قسم الكيماويات الزراعية إلى رون بولنك. في وقت لاحق، تأسست شركة سانوفي كفرعٍ من شركة هوكست ورون بولنك، وقد استمرت في الانتاج إلى أن استحوذت عليها باير في عام 2002.
في أغسطس 1979، تلوثت آبار المياه الجوفية في مقاطعة سوفولك، نيويورك بمخلفات الألديكارب بسبب ري حقول البطاطس القريبة. من بين حوالي 8400 بئر تم اختبارها، احتوى 13.5٪ على أكثر من 7 ميكروغرام / لتر من الألديكارب، وهو ما يتجاوز الإرشادات القياسية. [12] في يوليو 1985، تسبب الألديكارب الموجود في البطيخ المزروع في كاليفورنيا في تفشي التسمم الغذائي بالمبيدات الحشرية الذي أثر على أكثر من 2000 شخص، وأدى إلى حظر مؤقت على بيع البطيخ.
يوم الأحد 26 يونيو 2006، اندلع حريق (الساعة 7 مساءً) في مصنع SBM، وهو مصنع لإنتاج المبيدات، في منطقة لاديفيز في بيزييه (هيرولت). احترق قرابة 2000 طن من الألديكارب خلال 11 يومًا.
في نوفمبر 2009، تم وضع الذرة المعالجة بـ Temik داخل وحول حقول الفول السوداني في مقاطعة إيستلاند، تكساس، بالقرب من مدينة سيسكو. لكن الخنازير البرية والغزلان والحيوانات الأخرى أكلت الذرة، ما دفع إدارة الحدائق والحياة البرية في تكساس إلى إصدار قرار بحظر الصيد.